# Gambialoa newbyi
Gambialoa newbyi är en insektsart som först beskrevs av Ghauri 1964.  Gambialoa newbyi ingår i släktet Gambialoa och familjen dvärgstritar. Inga underarter finns listade i Catalogue of Life.